# Boulder Hill
Boulder Hill – jednostka osadnicza w Stanach Zjednoczonych, w stanie Illinois, w hrabstwie Kendall.